# جام در جام اروپا ۸۶–۱۹۸۵
فصل ۸۶–۱۹۸۵، از مسابقات فوتبال جام برندگان جام اروپا، با برتری ۳ بر ۰ دینامو کی‌یف مقابل اتلتیکو مادرید، در فینال این رقابت‌ها و در ورزشگاه ژرلان به پایان رسید.

## دور اول
| تیم ۱                          | نتیجه‌نهایی                      | تیم ۲                              | بازی رفت | بازی برگشت |
| ------------------------------ | ------------------------------- | ---------------------------------- | -------- | ---------- |
| باشگاه فوتبال راپید وین        | 6–1                             | Tatabánya Bányász                  | 5–0      | 1–1        |
| باشگاه فوتبال فرم              | 3–2                             | Glentoran                          | 3–1      | 0–1        |
| باشگاه فوتبال موناکو           | 2–3                             | باشگاه ورزشی یونیورسیتاتئا کرایووا | ۲–۰      | ۰–۳        |
| باشگاه فوتبال اوترخت           | 3–5                             | باشگاه فوتبال دینامو کی‌یف          | 2–1      | 1–4        |
| باشگاه ورزشی لیماسول           | ۲–۶                             | باشگاه فوتبال دوکلا پراگ           | 2–2      | 0–4        |
| باشگاه فوتبال آی‌ای‌کی           | 13–0                            | Red Boys Differdange               | 8–0      | 5–0        |
| باشگاه فوتبال بنفیکا           | (w/o)                           | باشگاه فوتبال منچستر یونایتد       | –        | –          |
| باشگاه فوتبال لاریسا           | 1–2                             | باشگاه فوتبال سمپدوریا             | 1–1      | 0–1        |
| Lyngby                         | 4–2                             | Galway United                      | 1–0      | 3–2        |
| باشگاه فوتبال ستاره سرخ بلگراد | 4–2                             | Aarau                              | 2–0      | 2–2        |
| باشگاه فوتبال فردریکستاد       | 1–1 (قانون گل زده در خانه حریف) | Bangor City                        | 1–1      | 0–0        |
| باشگاه فوتبال اتلتیکو مادرید   | 3–2                             | باشگاه فوتبال سلتیک                | 1–1      | 2–1        |
| باشگاه فوتبال هلسینکی          | 5–3                             | Flamurtari                         | ۳–۲      | ۲–۱        |
| باشگاه فوتبال سرکل بروژ        | 4–4 (قانون گل زده در خانه حریف) | باشگاه فوتبال دینامو درسدن         | 3–2      | 1–2        |
| Żurrieq                        | 0–12                            | باشگاه فوتبال اوردینگن ۰۵          | 0–3      | 0–9        |
| باشگاه فوتبال گالاتاسرای       | 2–2 (قانون گل زده در خانه حریف) | باشگاه فوتبال ویدزف ووچ            | 1–0      | 1–2        |

## دور دوم
| تیم ۱                              | نتیجه‌نهایی | تیم ۲                          | بازی رفت | بازی برگشت |
| ---------------------------------- | ---------- | ------------------------------ | -------- | ---------- |
| باشگاه فوتبال راپید وین            | 4–2        | باشگاه فوتبال فرم              | 3–0      | 1–2        |
| باشگاه ورزشی یونیورسیتاتئا کرایووا | ۲–۵        | باشگاه فوتبال دینامو کی‌یف      | 2–2      | 0–3        |
| باشگاه فوتبال دوکلا پراگ           | 3–2        | باشگاه فوتبال آی‌ای‌کی           | 1–0      | 2–2        |
| باشگاه فوتبال بنفیکا               | 2–1        | باشگاه فوتبال سمپدوریا         | 2–0      | 0–1        |
| Lyngby                             | 3–5        | باشگاه فوتبال ستاره سرخ بلگراد | 2–2      | 1–3        |
| Bangor City                        | 0–3        | باشگاه فوتبال اتلتیکو مادرید   | 0–2      | 0–1        |
| باشگاه فوتبال هلسینکی              | 3–7        | باشگاه فوتبال دینامو درسدن     | 1–0      | 2–7        |
| باشگاه فوتبال اوردینگن ۰۵          | 3–1        | باشگاه فوتبال گالاتاسرای       | 2–0      | 1–1        |

## یک‌چهارم نهایی
| تیم ۱                          | نتیجه‌نهایی                      | تیم ۲                        | بازی رفت | بازی برگشت |
| ------------------------------ | ------------------------------- | ---------------------------- | -------- | ---------- |
| باشگاه فوتبال راپید وین        | 2–9                             | باشگاه فوتبال دینامو کی‌یف    | 1–4      | 1–5        |
| باشگاه فوتبال دوکلا پراگ       | 2–2 (قانون گل زده در خانه حریف) | باشگاه فوتبال بنفیکا         | 1–0      | 1–2        |
| باشگاه فوتبال ستاره سرخ بلگراد | 1–3                             | باشگاه فوتبال اتلتیکو مادرید | 0–2      | 1–1        |
| باشگاه فوتبال دینامو درسدن     | 5–7                             | باشگاه فوتبال اوردینگن ۰۵    | 2–0      | 3–7        |

## نیمه‌نهایی
| تیم ۱                        | نتیجه‌نهایی | تیم ۲                     | بازی رفت | بازی برگشت |
| ---------------------------- | ---------- | ------------------------- | -------- | ---------- |
| باشگاه فوتبال دینامو کی‌یف    | 4–1        | باشگاه فوتبال دوکلا پراگ  | 3–0      | 1–1        |
| باشگاه فوتبال اتلتیکو مادرید | 4–2        | باشگاه فوتبال اوردینگن ۰۵ | 1–0      | 3–2        |

## فینال
| باشگاه فوتبال دینامو کی‌یف                      | ۳–۰                      | باشگاه فوتبال اتلتیکو مادرید |
| ---------------------------------------------- | ------------------------ | ---------------------------- |
| Zavarov ۴' · اولگ بلوخین ۸۵' · Yevtushenko ۸۷' | Report Report 2 Report 3 |                              |

## گلزنان برتر
| رتبه | بازیکن                    | تیم                                | گل |
| ---- | ------------------------- | ---------------------------------- | -- |
| ۱    | ایگور بلانوف              | باشگاه فوتبال دینامو کی‌یف          | ۵  |
| ۱    | اولگ بلوخین               | باشگاه فوتبال دینامو کی‌یف          | ۵  |
| ۱    | Frank Lippmann            | باشگاه فوتبال دینامو درسدن         | ۵  |
| ۱    | Oleksandr Zavarov         | باشگاه فوتبال دینامو کی‌یف          | ۵  |
| ۵    | Sulejman Halilović        | باشگاه فوتبال راپید وین            | ۴  |
| ۶    | Thomas Bergman            | باشگاه فوتبال آی‌ای‌کی               | ۳  |
| ۶    | Marian Bîcu               | باشگاه ورزشی یونیورسیتاتئا کرایووا | ۳  |
| ۶    | Rudolf Bommer             | باشگاه فوتبال اوردینگن ۰۵          | ۳  |
| ۶    | بنت کریستینسن (فوتبالیست) | Lyngby BK                          | ۳  |
| ۶    | خورخه اوروسمان دا سیلوا   | باشگاه فوتبال اتلتیکو مادرید       | ۳  |
| ۶    | Sven Dahlkvist            | باشگاه فوتبال آی‌ای‌کی               | ۳  |
| ۶    | فریدهلم فونکل             | باشگاه فوتبال اوردینگن ۰۵          | ۳  |
| ۶    | Wolfgang Funkel           | باشگاه فوتبال اوردینگن ۰۵          | ۳  |
| ۶    | Lárus Guðmundsson         | باشگاه فوتبال اوردینگن ۰۵          | ۳  |
| ۶    | Pavel Korejčík            | دوکلا پراگ                         | ۳  |
| ۶    | پیتر پاکولت               | باشگاه فوتبال راپید وین            | ۳  |
| ۶    | Stanislav Pelc            | دوکلا پراگ                         | ۳  |
| ۶    | هانس-اوه پیلتس            | باشگاه فوتبال دینامو درسدن         | ۳  |
| ۶    | Wolfgang Schäfer          | باشگاه فوتبال اوردینگن ۰۵          | ۳  |
| ۶    | کیکه ستین                 | باشگاه فوتبال اتلتیکو مادرید       | ۳  |
| ۶    | لادیسلاو ویزک             | دوکلا پراگ                         | ۳  |
| ۶    | Ivan Yaremchuk            | باشگاه فوتبال دینامو کی‌یف          | ۳  |
| ۶    | Vadym Yevtushenko         | باشگاه فوتبال دینامو کی‌یف          | ۳  |